# 芒特普萊森特 (堪薩斯州)
芒特普萊森特（英語：Mount Pleasant）是位於美國堪薩斯州艾奇遜縣的一個鬼鎮。

## 歷史
芒特普萊森特的郵政局於1855年設立，直到1900年結束營運。